# Kourni
Kourni este o comună rurală din departamentul Matamey, regiunea Zinder, Niger, cu o populație de 20.411 locuitori (2001).